# Morris (Minnesota)
Morris es una ciudad ubicada en el condado de Stevens en el estado estadounidense de Minnesota. En el Censo de 2010 tenía una población de 5286 habitantes y una densidad poblacional de 406,97 personas por km².

## Geografía
Morris se encuentra ubicada en las coordenadas 45°35′4″N 95°53′49″O / 45.58444, -95.89694. Según la Oficina del Censo de los Estados Unidos, Morris tiene una superficie total de 12.99 km², de la cual 12.42 km² corresponden a tierra firme y (4.37%) 0.57 km² es agua.

## Demografía
Según el censo de 2010, había 5286 personas residiendo en Morris. La densidad de población era de 406,97 hab./km². De los 5286 habitantes, Morris estaba compuesto por el 90.92% blancos, el 1.34% eran afroamericanos, el 1.46% eran amerindios, el 2.52% eran asiáticos, el 0.08% eran isleños del Pacífico, el 1.12% eran de otras razas y el 2.57% pertenecían a dos o más razas. Del total de la población el 3.23% eran hispanos o latinos de cualquier raza.